# Chartsyzk
Chartsyzk (Oekraïens: Харцизьк) is een stad in de Oekraïense oblast Donetsk.

## Geschiedenis

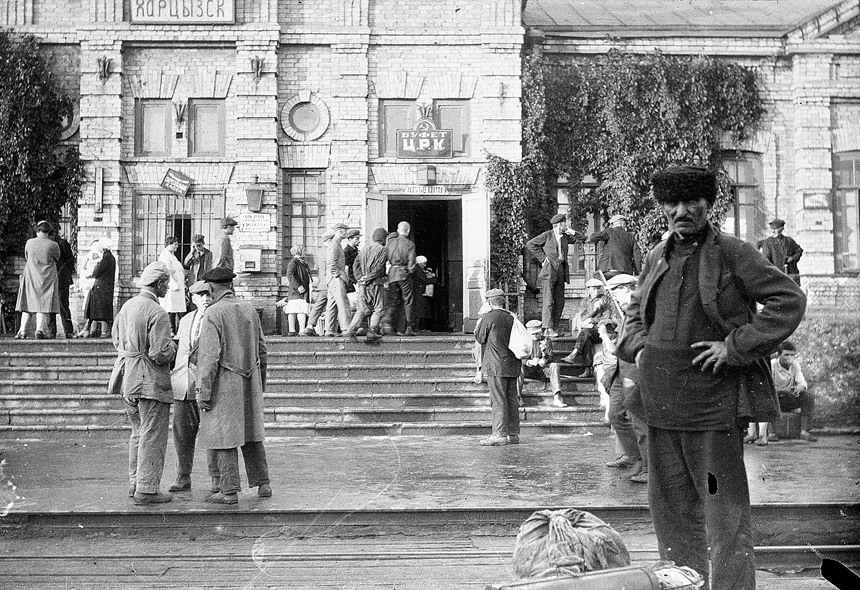
Station, 1920

In december 1869 ontstond de plaats bij een spoorwegstation. Na aanvang van de steenkoolwinning en de komst van ijzer- en staalfabrieken ontwikkelde de stad zich tot een industriestad. In 1938 kreeg het de stadsstatus.
Sinds 2014 bevindt de stad zich onder controle van de (internationaal niet-erkende) Volksrepubliek Donetsk en hebben overheidsorganen van Oekraïne niet de mogelijkheid om er hun bevoegdheden uit te oefenen.

## Geografie
Chartsyzk ligt in het Donetsbekken, ongeveer 30 km ten oosten van de stad Donetsk, aan de autoweg N-21. De stad telt 57.860 inwoners (2017), de gehele gemeente Chartsyzk had in 2013 104.300 inwoners op een oppervlakte van 203 km², wat een bevolkingsdichtheid van 515 inwoners per km² geeft.

## Bevolking
Volgens de volkstelling van 2001 bestond de bevolking voor 52,4% uit etnische Oekraïners, en voor 44,1% uit Russen. Meer dan 80 % van de bewoners heeft Russisch als moedertaal, 16% het Oekraïens.
| Nationaliteit | aantal  | percentage | waarvan ... als moedertaal | waarvan ... als moedertaal | waarvan ... als moedertaal | waarvan ... als moedertaal | waarvan ... als moedertaal |
| Nationaliteit | aantal  | percentage | taal eigen Nationaliteit   | Oekraïens                  | Russisch                   | andere                     |                            |
| ------------- | ------- | ---------- | -------------------------- | -------------------------- | -------------------------- | -------------------------- | -------------------------- |
| alle          | 113.685 | 100        | x                          | x                          | x                          | x                          |                            |
| Oekraïens     | 59.615  | 52,4       | 29,6                       | 29,6                       | 70,3                       | 0,1                        |                            |
| Russisch      | 50.129  | 44,1       | 98,8                       | 1,1                        | 98,8                       | 0,1                        |                            |
| Wit-Russisch  | 1.043   | 0,9        | 10,5                       | 2,8                        | 86,5                       | 0,2                        |                            |
| Armeens       | 342     | 0,3        | 28,9                       | 0,9                        | 69,9                       | 0,3                        |                            |
| Grieks        | 321     | 0,3        | 4,4                        | 3,7                        | 91,6                       | 0,3                        |                            |
| Georgisch     | 254     | 0,2        | 25,6                       | 1,2                        | 72                         | 1,2                        |                            |

## Economie
Op het einde van de 19e eeuw werd in Chartsyzk een grote buizenfabriek gebouwd. Hier worden gelaste stalen buizen voor olie- en gaspijpleidingen en warmtenetten geproduceerd. De fabriek behoorde tot de Metinvest-groep maar werd in 2017 genationaliseerd door de separatistische republiek Donetsk.

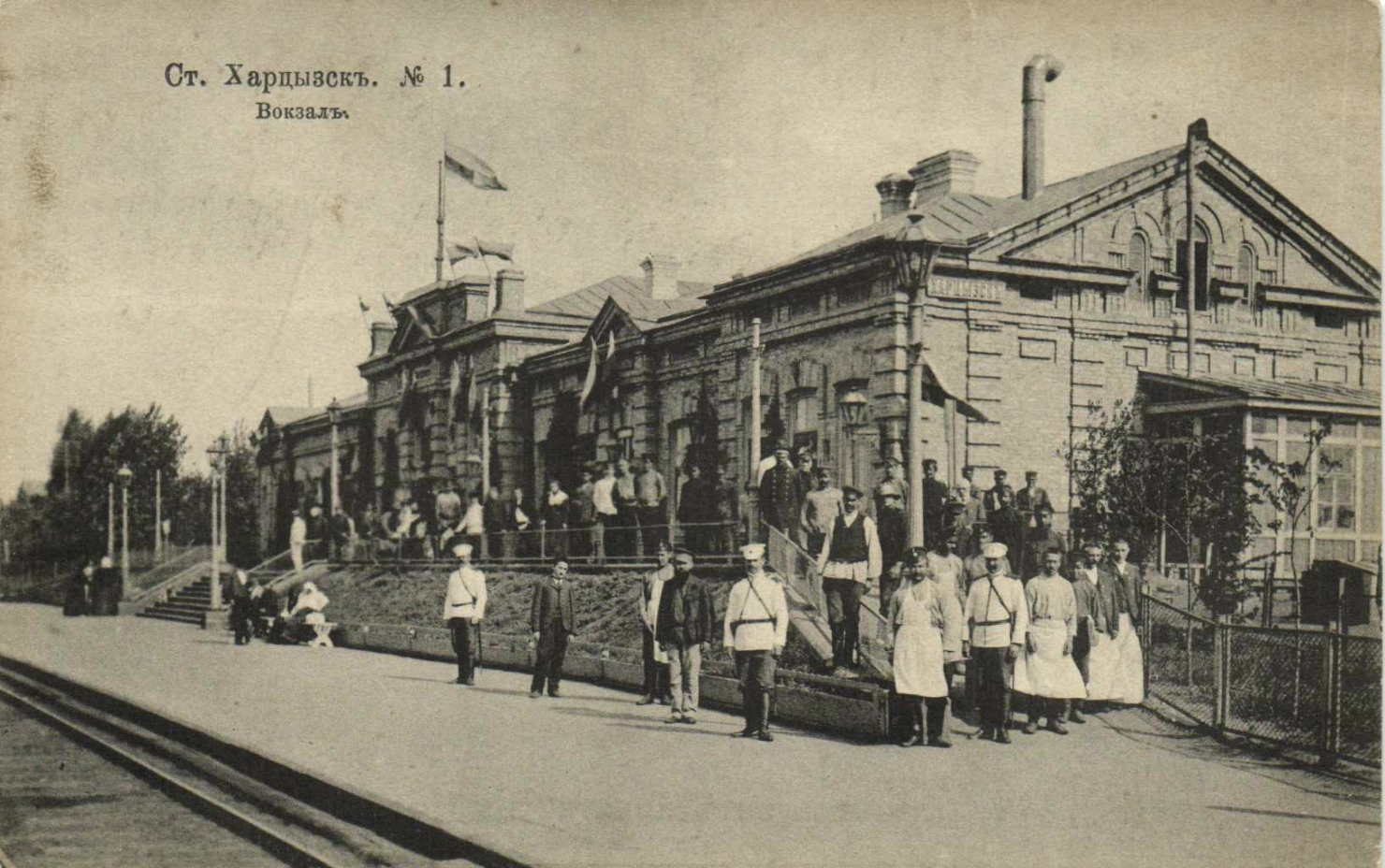
Het oude station
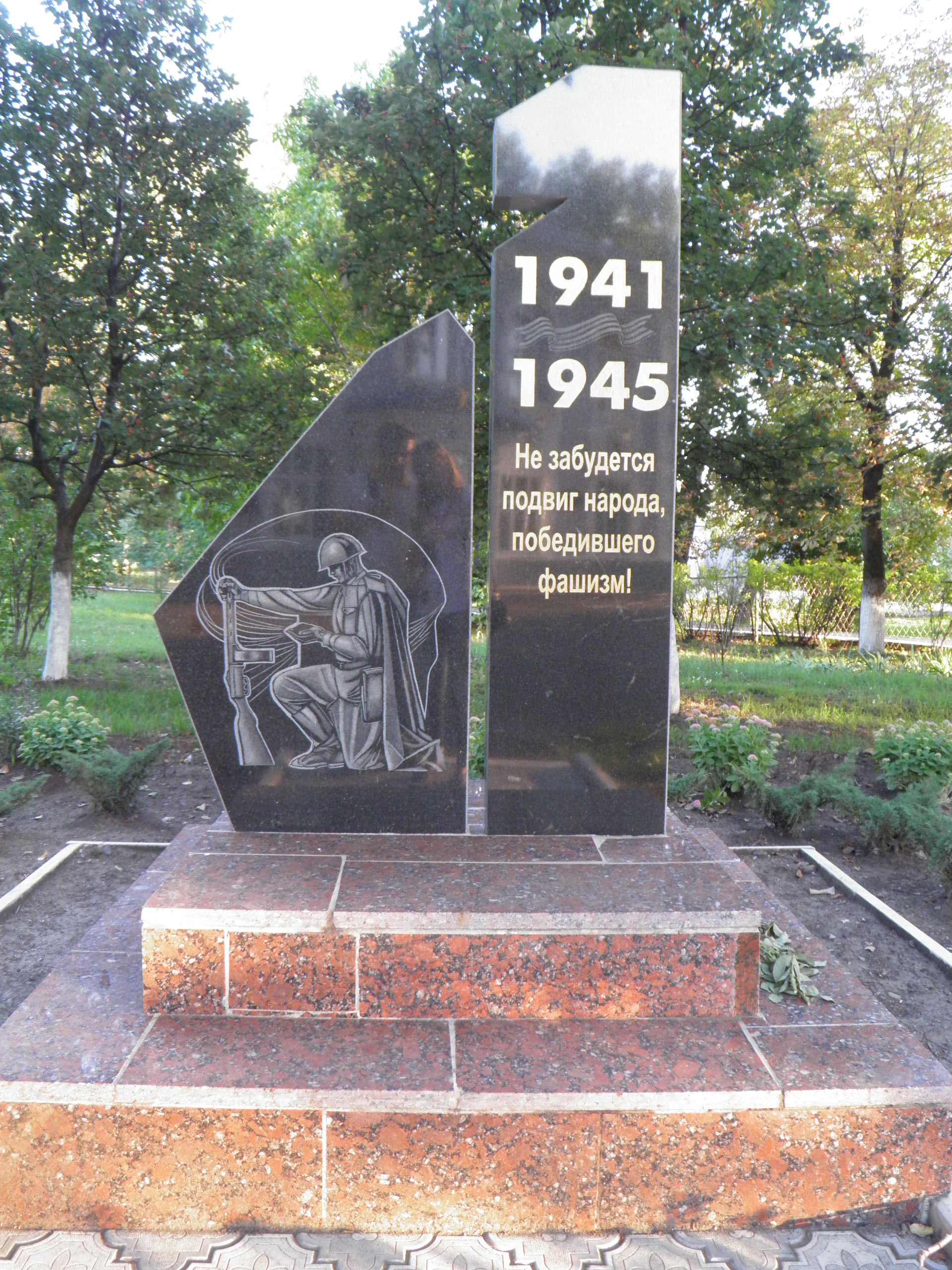
Oorlogsmonument